# Karin Mortensen
Karin Ørnhøj Mortensen (Horsens, 26 de setembro de 1977) é uma ex-handebolista profissional dinamarquesa, bicampeã olímpica.
Karin Mortensen fez parte dos elencos medalha de ouro, de Sydney 2000 e Atenas 2004.